# Válvula de descarga
Una válvula de descarga también llamada waste-gate es un sistema de liberación de presión que está presente en la mayoría de motores con turbocompresor. Su finalidad es liberar el exceso de presión del turbo cuando el acelerador se cierra rápidamente en condiciones de impulso, alargando su vida útil y, en casos extremos, evitando daños en el compresor.

## Características

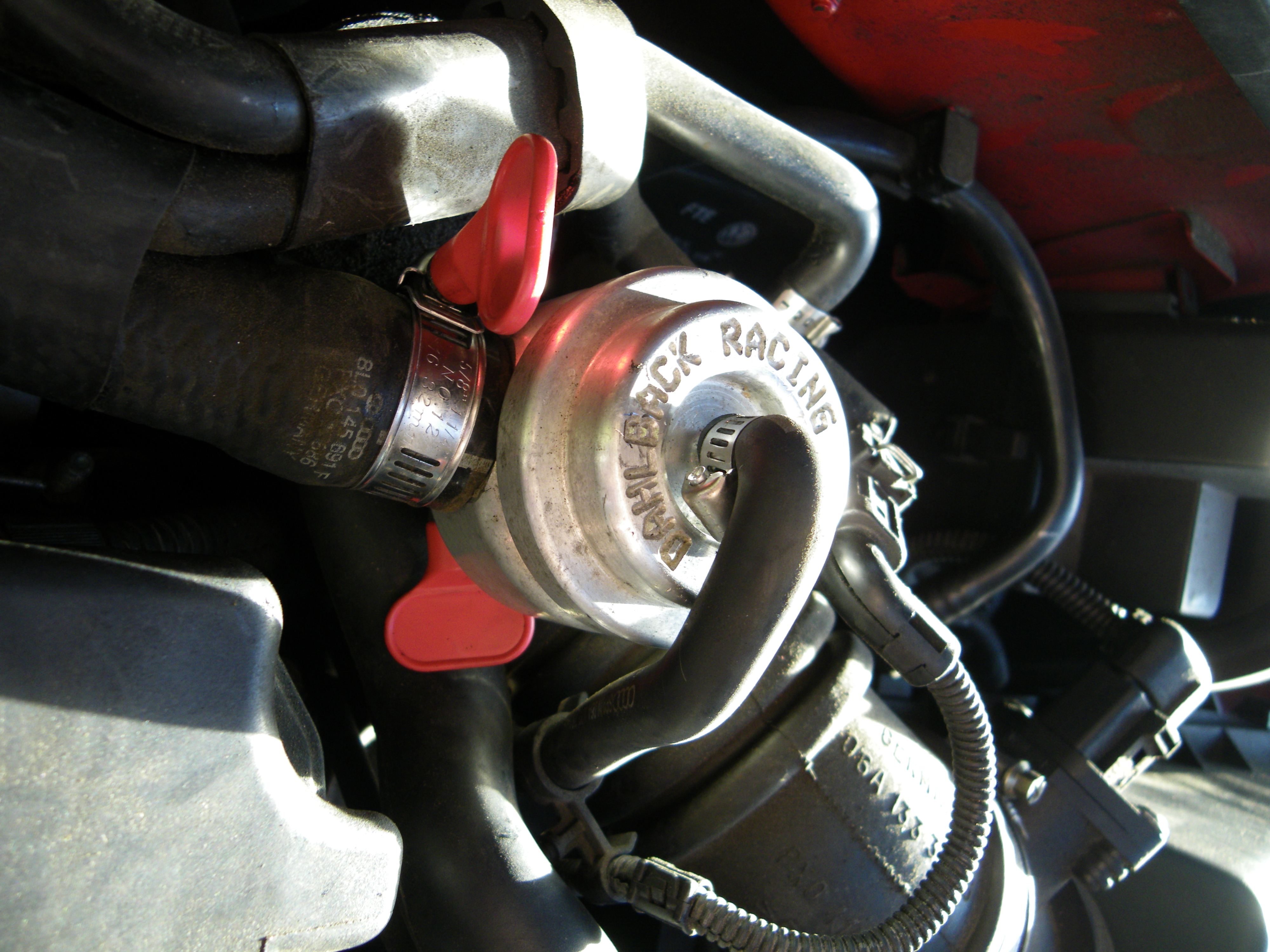
Válvula de descarga de pistón, usada en automovilismo. A diferencia de las válvulas de descarga normales, esta no descarga a la atmósfera. La cápsula superior está alimentada por el colector de admisión.

Según su diseño, podemos diferenciar 2 tipos de válvula de descarga, las de recirculación y las de descarga atmosférica:
- Una válvula bypass del compresor (CBV por sus iniciales en inglés), también llamada válvula de desvío o de recirculación, es un tipo de válvula de descarga diseñada para liberar el exceso de presión hacia el sistema de admisión de un motor turboalimentado cuando se levanta o cierra el acelerador. Esta presión de aire se recircula de nuevo a la zona no presurizada de la admisión (previa al turbo) pero después del caudalímetro.
- Una válvula de descarga estándar actúa de la misma forma, pero libera el aire directamente a la atmósfera en vez de hacerlo recircular. Este tipo de válvula es más común en motores con componentes modificados. La válvula al actuar produce un distintivo sonido de siseo, dependiendo del diseño de la salida. Algunas tienen una salida en forma de trompeta para amplificar intencionadamente el sonido. Algunos dueños de vehículos con turbo instalan en sus vehículos la válvula de descarga por el efectos sonoro, aunque su función no sea necesaria para el correcto funcionamiento del motor. La FIA hizo ilegal la instalación de válvulas no silenciadas que ventilen directamente a la atmósfera.

Las válvulas de descarga se diseñaron para evitar sobrepresiones no deseadas en el compresor, un fenómeno que se producía al soltar el acelerador en un motor con turbo que no tuviera forma de expulsar el exceso de compresión de aire acumulado. Cuando se cierra la válvula de mariposa del acelerador en un motor turboalimentado, con la turbina girando a alta velocidad, el flujo se reduce más allá del límite de sobrepresión (surge line) del compresor. En este punto, el diferencial de presión (delta-P) a través del compresor se reduce y conduce a un colapso en el flujo y posiblemente incluso a una inversión del flujo y un colapso en la cámara de presión. Como el compresor sigue girando a alta velocidad, una vez que el flujo se ha reducido lo suficiente, el delta-P a través del compresor comienza a elevarse y el flujo se restablece en la cámara. Esto continúa hasta que una vez más se presuriza la cámara y el flujo comienza a caer hasta que se sobrepasa nuevamente el límite de sobrepresión y el ciclo se repite. Este flujo inestable conduce al ruido cíclico que a veces se escucha en motores de alto impulso sin válvula de derivación. Con una válvula instalada, el flujo se mantiene evitando que el compresor entre en el ciclo de sobrepresión.
El ciclo repetido de alta velocidad causará un par cíclico en el compresor y puede conducir a mayores tensiones en los cojinetes y el impulsor del compresor.

## Funcionamiento

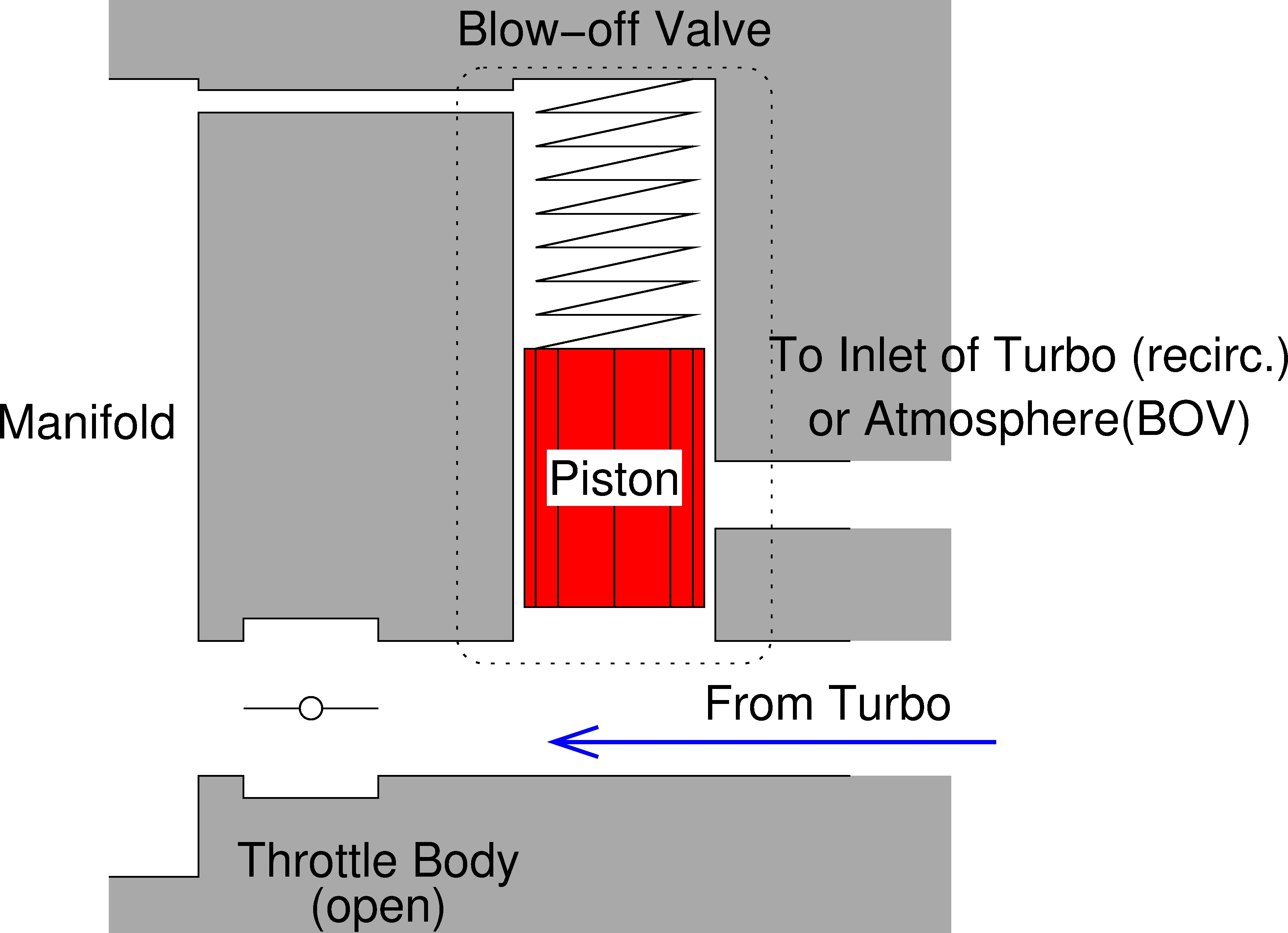
Cuando el pedal del acelerador abre, la presión de aire a ambos lados es igual y el muelle mantiene el pistón bajado.

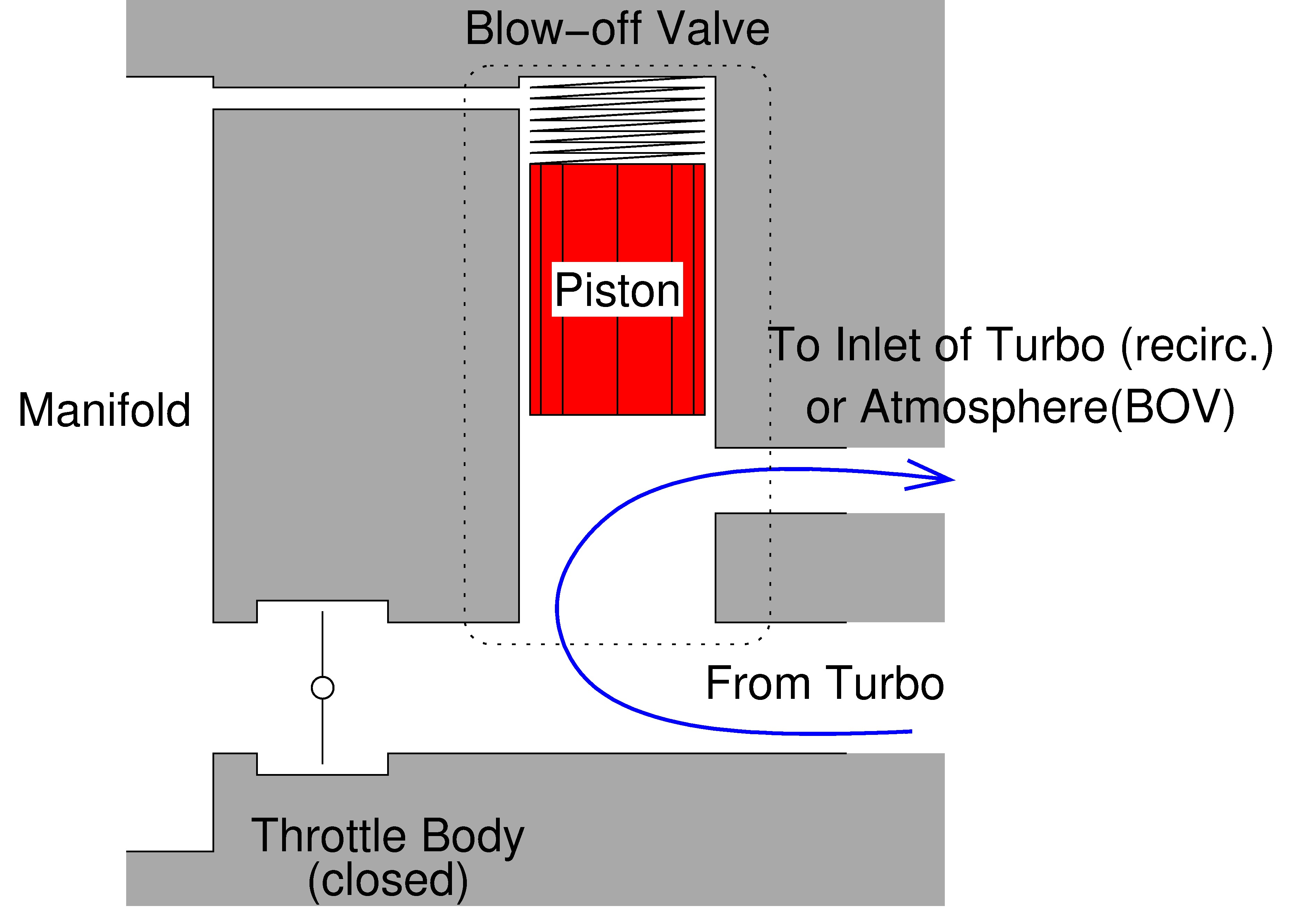
Cuando el pedal del acelerador cierra, se forma un vacío en el colector. Esto en combinación con el aire presurizado del turbo hace que se mueva el pistón de la válvula hacia arriba, liberando el aire comprimido sobrante.

Una válvula de descarga está conectada a un manguito de vacío que va al colector de admisión, posterior a la mariposa del acelerador. Cuando se cierra el acelerador, la presión relativa del colector cae por debajo de la presión atmosférica y la diferencia de presión mueve el pistón de la válvula de descarga. El exceso de presión del turbocompresor se expulsa a la atmósfera o se recircula en el propio circuito del compresor, dependiendo del tipo de válvula.

## Desventajas
En caso de utilizar un caudalímetro y que este esté situado antes de la válvula de descarga, la ECU inyectará un exceso de combustible, ya que el aire expulsado ya se ha incluido en la medición para realizar la mezcla. Esto hará que el motor funcione con un exceso de riqueza en la mezcla de combustible con cada actuación de la válvula.
El exceso de riqueza en la mezcla puede causar que el motor se ahogue cuando el pedal está cerrado y es una situación que empeora cuanto más alta es la presión en el turbo. Los eventos ocasionales de este tipo pueden ser solo una molestia, pero los eventos frecuentes pueden en algún momento dañar las bujías y destruir el convertidor catalítico, ya que el combustible ineficientemente quemado produce hollín (exceso de carbono) y el combustible no quemado en el flujo de escape puede producir hollín en el convertidor y llevarlo más allá de su rango de temperatura de funcionamiento normal.
Hay una alternativa para usar válvula de descarga y caudalímetro, que consiste en colocar el caudalímetro entre el intercooler y la mariposa del acelerador. Es necesario tener cuidado con la colocación del caudalímetro para evitar daños. Al usar este método, el caudalímetro no se verá afectado por la apertura de la válvula de descarga, ya que la presión se libera antes de que el aire llegue al caudalímetro.
Un enfoque utilizado para reducir el problema ha sido reducir la presión del turbo, lo que reduce el volumen de ventilación requerido y produce menos sobre-cálculo de carga por parte de la ECU. El aire también puede recircularse nuevamente a la entrada de admisión, una configuración típica de serie para automóviles con el caudalímetro situado antes de la válvula de descarga. La situación también se puede corregir cambiando el sistema de medición de combustible a un sensor de presión absoluta del colector de admisión (MAP), una conversión que generalmente requiere una nueva ECU compatible o un controlador de mezcla de combustible (piggy-back fuel controller). El sensor MAP monitorea la presión absoluta en el colector en todo momento y detectará correctamente el cambio que ocurre cuando se abre la válvula de descarga, permitiendo que la ECU reduzca la medición de combustible en consecuencia.